# Dobrá Voda (Březnice)
Dobrá Voda je malá vesnice, část města Březnice v okrese Příbram ve Středočeském kraji. Rozkládá se pod vrchem Stražiště na levém břehu říčky Vlčavy (Skalice) zhruba tři kilometry východně od Březnice. Sídlem prochází silnice Bor–Nestrašovice a železniční trať č. 200 Zdice–Protivín, na níž je situována železniční zastávka Dobrá Voda u Březnice.

## Historie
První písemná zmínka o vesnici pochází z roku 1713.

## Obyvatelstvo
| Rok            | 1869 | 1880 | 1890 | 1900 | 1910 | 1921 | 1930 | 1950 | 1961 | 1970 | 1980 | 1991 | 2001 | 2011 | 2021 |
| -------------- | ---- | ---- | ---- | ---- | ---- | ---- | ---- | ---- | ---- | ---- | ---- | ---- | ---- | ---- | ---- |
| Počet obyvatel | 125  | 66   | 50   | 51   | 56   | 57   | 59   | 40   | 30   | 41   | 33   | 28   | 25   | 65   | 45   |
| Počet domů     | 11   | 11   | 11   | 11   | 11   | 12   | 12   | 18   | 18   | 11   | 10   | 12   | 14   | 19   | 24   |

## Obecní správa
Při sčítání lidu v letech 1850–1899 Dobrá Voda byla osadou obce Počaply v okrese Blatná. V letech 1900–1975 byla osadou obce Bor, se kterým patřila nejprve do okresu Blatná, ale v letech 1961–1975 v okrese Příbram. Od 1. ledna 1976 je částí města Březnice v okrese Příbram.

## Pamětihodnosti
Kulturní památky:
- Zřícenina tvrze Hrochův Hrádek pravděpodobně ze 14. století
- Kaple svaté Maří Magdaleny je osmiboká barokní svatyně postavená Carlem Luragem roku 1642 nad léčivým pramenem. Iniciátorem stavby byl tehdejší majitel březnického panství Přibík Jeníšek z Újezda. Nejnověji byla opravena v letech 1992 až 1997.
- Hospoda (dům čp. 10)

Ostatní:
- Socha svatého Františka z roku 1798 (u chatové osady)
- Bývalé lázně, proslulé v 19. století, v blízkosti kaple později sloužily jako školní internát a kasárna Hradní stráže; nyní je objekt v rekonstrukci, společnost Senlife zde plánuje od jara 2026 provozovat domov pro seniory. Na budově se nachází dvojice pamětních desek připomínajících pobyty organizátorů sokolského hnutí Miroslava Tyrše a Jana Podlipného
- Vojenské bunkry, které pochází z období kolem druhé světové války. Nachází se v severní části Dobré Vody nedaleko polní cesty. V  létě se do nich kvůli hustému porostu prakticky nedá dostat. Uvnitř je přístupná pouze malá část, protože většina chodeb byla zasypána.[zdroj?]
- Někdejší Švédský most byl kamenný obloukový mostek z počátku 18. století, který do druhé poloviny 20. století přemosťoval říčku Vlčavu. Do současnosti se zachovaly pouze jeho zbytky.

## Galerie

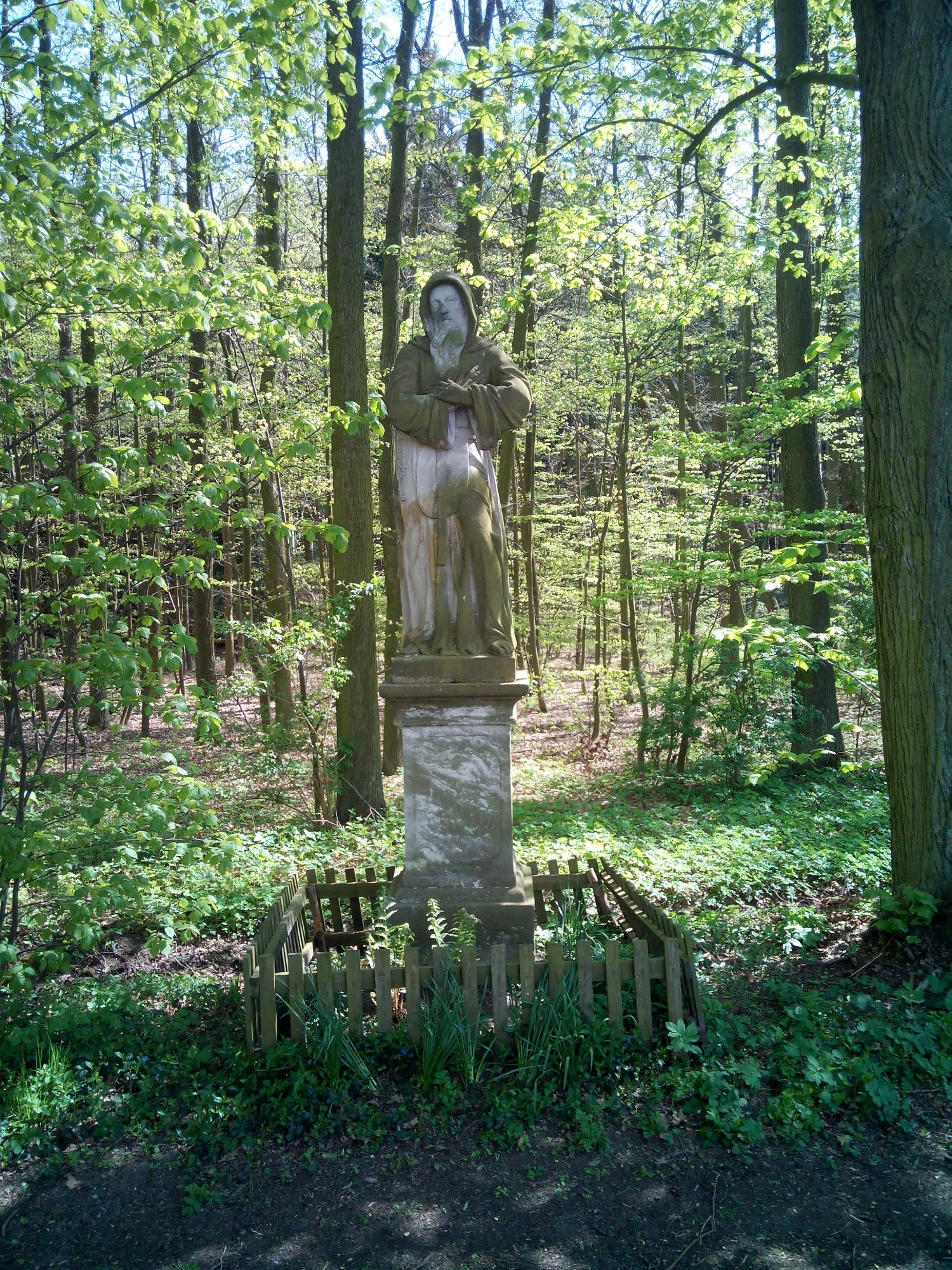
Socha svatého Františka u vstupu do lesa
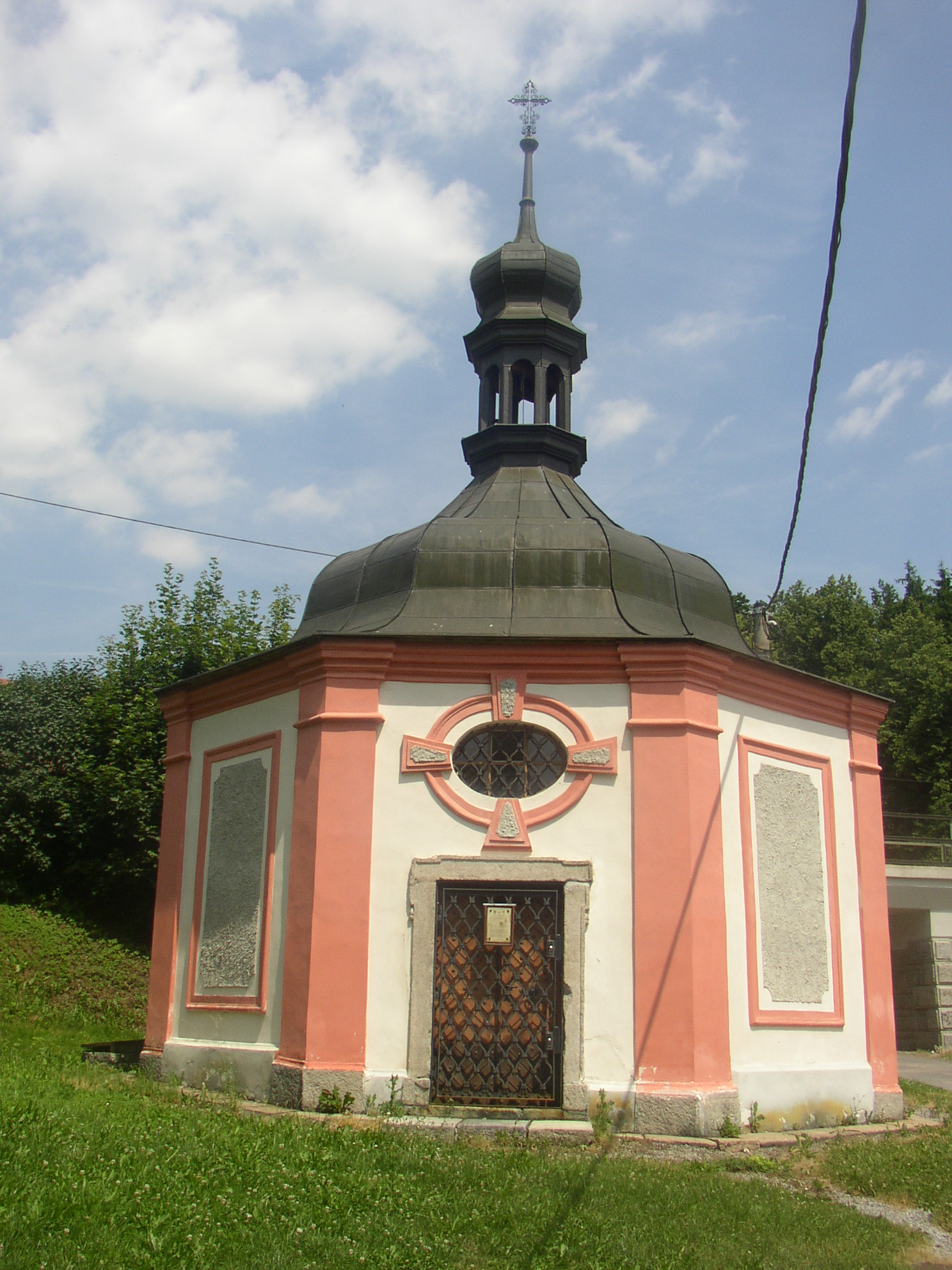
Kaple svaté Maří Magdaleny